# 瓦基曼语
瓦基曼语（Wagiman language）:266是一种濒危澳大利亚原住民语言，使用者仅剩不到10名瓦基曼族，分布在北领地凯瑟琳松溪。
瓦基曼语的动词形态极为复杂，它的动介词词类非常罕见，它的复合动词和动介词动词化的能产性都非常独特。
瓦基曼语在下一代或将灭亡，最年轻的一代已经几乎不能理解。

### 音系与正字法
瓦基曼语音系在北澳大利亚语言中很独特。有6个调音部位，每个都有塞音和鼻音。还有几个边音和近音，1个颤音和成音位的声门塞音（记作“h”）。瓦基曼语还有北澳大利亚标准5元音系统。

#### 辅音
强（或“紧”）塞音与弱（或“松”）塞音的区别基于“清音”的长度，这与发声起始时间（VOT）不同，是除阻后、声带开始活动、变浊前的一段时间。
瓦基曼语弱塞音虽然和汉语不送气塞音一样是清音，但与英语浊塞音听感相似，因此以浊音拉丁字母b、d和g拼写。强塞音则更像英语清塞音，时长上也更长。它们在两个元音间出现时写作双写塞音字母，如pp、tt和kk。
因为阻音的长度取决于和后继元音间的时长，词首或词尾的塞音不会有强弱对立。体现在正字法上，塞音声母以浊音拉丁字母拼写（b、d和g），但在词尾用清音字母（p、t和k）。
|        | 非舌冠音 | 非舌冠音 | 舌叶音   | 舌尖音  | 舌尖音    | 声门音 |
| 唇音   | 软腭音   | 硬颚音   | 齿龈音   | 卷舌音  |           | 声门音 |
| ------ | -------- | -------- | -------- | ------- | --------- | ------ |
| 弱塞音 | p~b [p]  | k~g [k]  | tj~j [c] | t~d [t] | rt~rd [ʈ] | h [ʔ]  |
| 强塞音 | pp [pː]  | kk [kː]  | ttj [cː] | tt [tː] | rtt [ʈː]  |        |
| 鼻音   | m [m]    | ng [ŋ]   | ny [ɲ]   | n [n]   | rn [ɳ]    |        |
| 颤音   |          |          |          | rr [r]  |           |        |
| 边音   |          |          |          | l [l]   | rl [ɭ]    |        |
| 近音   | w [w]    | w [w]    | y [j]    |         | r [ɻ]     |        |

#### 元音
瓦基曼语有标准5元音系统。但一个元音和谐的系统暗示其中两组元音彼此相似。[ɛ]与[ɪ]相似，[ɔ]与[ʊ]合流。
在这一观点下，瓦基曼语元音可以被分析为来自更南方的3元音系统，但在音系上受了北方的5元音系统干扰。
|        | 前元音 | 央元音 | 后元音 |
| ------ | ------ | ------ | ------ |
| 闭元音 | i [ɪ]  |        | u [ʊ]  |
| 中元音 | e [ɛ]  |        | o [ɔ]  |
| 开元音 |        | a [a]  |        |

### 方言
瓦基曼语使用者对瓦基曼语两种方言间的区别相当敏感，分别称为matjjin norohma“轻语”和matjjin gunawutjjan“重语”。区别很小，使用者能轻易理解。

## 瓦基曼语语法
所有语法信息无标记则来自Wilson, S. （1999）。

### 词类
瓦基曼语3种主要词类是动词、动介词和名词。除这些以外，还有不少动词、名词前缀、感叹词和其他助词。代词属于名词。

#### 名词
如同其他澳大利亚语言，瓦基曼语不区分名词和形容词。瓦基曼语名词可接受格后缀，表现在句中的语法或语义功能。语法格有作格、通格，语义格有工具格、向格、离格、方位格、共格、欠格、时格和类格。与格可以是语法或语义上的格，取决于动词的语义需求。
瓦基曼语中指示词与名词很像，在格后缀上也遵循相同的语义、句法规则。例如，指示词mahan“这”或“这里”（词根：mayh-）和其他名词的赋格是完全一样的。
- mayh-yi 这-erg “这个（干的）”
- mayh-ga 这-all“到这”

##### 名词语例
- guda“火”“木”[ɡʊda]
- wirin“树”“枝”[wɪɻɪn]
- lagiban“男”[laɡɪban]
- gordal“头”[ɡɔɖaɫ]
- lagiriny“尾巴”[laɡɪɻɪɲ]
- manyngardal“舌”[maɲŋaɖaɫ]

#### 代词
代词也属于名词，但它们的配列是主宾型配列而不是作–通型。
|                    | 主格              | 宾格         | 属格         |
| ------------------ | ----------------- | ------------ | ------------ |
| 第一人称单数       | ngagun            | nganung      | nganing-gin  |
| 第一人称双数       | nginyang          | nginyang     | nginyang-gin |
| 第一人称复数包含式 | ngego             | ngerre-ngana | gerdo-gin    |
| 第一人称复数排除式 | ngego             | ngerreju     | gerdo-gin    |
| 第二人称单数       | ngigun            | ngonggo      | ngonggo-gin  |
| 第二人称复数       | ngogo             | ngorruju     | gordo-gin    |
| 第三人称单数       | ngonggega（罕见） | nung         | nung-gin     |
| 第三人称复数       | bogo（罕见）      | borruju      | borro-gin    |

第三人称单数和复数主格ngonggega和bogo的使用在渐渐减少。使用者倾向于用非人称代词，如gayh-“那”或gayh-gorden“那些”。此外，因为主语的人称和数已经由动词前缀指出，主格代词常常被省略。

##### 三分型配列

格系统的作格配列

当主格系统区分作格与通格时，自由代词区分主格和宾格，如下。但它还参与作格的变形，展现三分型配列的格系统，如下：
ngagun-yi ngonggo ngany-bu-ng
1SG.NOM-ERG 2SG.ACC 1sgA.2sgO-hit-PFV
“我打你。”}}

代词系统的宾格配列。
A=及物施事
S=不及物论元
O=及物宾语

此例中主格带代词词根ngagun“我”带作格后缀-yi以表示及物从句的施事。相反地，同一代词充当不及物从句的论元不获得作格：
ngagun maman nga-yu
1SG.NOM good 1SG-be.PRS
“我很好。”}}
另外，宾格代词可以是宾格或与格，取决于动词的语义需求。在传统术语中，这些代词既可以是直接宾语也可以是间接宾语。
ngagun-yi nga-nanda-yi nung
1SG.NOM-ERG 1sgA.3sgO-see-PST 3SG.ACC
“我看见了他/她。”}}
nga-nawu-ndi wahan nung
1sgA.3sgO-give-PST water 3SG.ACC
“我给了他/她水。”}}
出于这些原因，主–作格代词被视为“基础”代词，宾–与格代词则被视为“间接”代词。

##### 属格代词
上表中属格代词全部以-gin结尾，但正字法上做了区分，以通常划分语素用的连字符-分开。此处-gin形式并非一个独立的语素，也并不是一个词；没有将nganing-gin“我的”去掉-gin形成的nganing这样的词。整个代词系统共通的属格形式有规律的结尾可能是历时巧合。
这不能是下面所列的主格后缀，因为它不能加到其他主语上（*warren-gin lari“孩子的手”，而warren-gu lari“孩子的手”）。此外，代词属格还可以接受别的格后缀，如：
|goron nganing-gin-ba
|house my-ALL
|“到我家。”}}
这可以被瓦基曼语格复合的限制阻止。

#### 动词
瓦基曼语动词不超过50个。不能通过派生造动词。它们常是单音节词根，均以元音结尾。瓦基曼语动词义务地为核心论元的人称和数、为从句的时和体屈折。一小类动词可以接受非限定性后缀-yh，这时它便不会为人称或时屈折。随后非限定性动词必须与另一助动词共现。

##### 动词语例
每个动词都加了过去时标记。
- bu-ni“打”
- di-nya“来”
- la-ndi“扔”
- rinyi-ra“落”
- nanda-yi“看”[nandaɪ]
- yu-nginy“是”[jʊŋɪɲ]

#### 动介词
瓦基曼语有记录的动介词超过500个，后续研究发现得更多。与动词相比，动介词多得多，语义上也更丰富。动词表达简单、直接动作，如yu-“是”、ya-“去”和di-“来”，而动副词表达更具体的、语义上更狭窄的意义，如barnhbarn-na“留下足迹”、lerdongh-nga“吹奏 （迪吉里杜管）”或murr-ma“步行涉浅水以寻找”。
而动介词不能据人称变形、不能单独引导从句。如果试图使它们引导从句，则必须与动词结合，这样形成双向的动词复合体，即复合动词。

##### 动介词语例
每个都加了无体后缀-ma。
- liri-ma“游泳”[lɪɻɪma]
- dabaley-ma“四处走”[dabalema]
- gorrh-ma“鱼”[ɡɔrʔma]
- dippart-ta“跳”[dɪbˑaɖˑa]
- wirrnh-na“口哨”[wɪrʔna]